# サンサネ＝マンゴ空港
サンサネ＝マンゴ空港（Sansanné-Mango Airport）は、トーゴのサバナ州サンサネ＝マンゴにある空港。